# Arsenij Batahov
Arsenij Pavlovyč Batahov (in ucraino Арсеній Павлович Батагов?; Berezivka, 5 marzo 2002) è un calciatore ucraino, centrocampista del Trabzonspor.

## Caratteristiche tecniche
È un centrocampista difensivo.

## Carriera

### Club
Cresciuto nel settore giovanile del Dnipro, debutta in prima squadra il 22 aprile 2018 in occasione dell'incontro di Druha Liha perso 3-0 contro il Metalist 1925; al termine della stagione si trasferisce al Dnipro-1.

### Nazionale
Ha giocato nelle nazionali giovanili ucraine Under-17, Under-19 ed Under-21.

## Statistiche
Statistiche aggiornate al 27 febbraio 2021.

### Presenze e reti nei club
| Stagione        | Squadra         | Campionato      | Campionato | Campionato | Coppe nazionali | Coppe nazionali | Coppe nazionali | Coppe continentali | Coppe continentali | Coppe continentali | Altre coppe | Altre coppe | Altre coppe | Totale | Totale | Totale |
| Stagione        | Squadra         | Comp            | Pres       | Reti       | Comp            | Pres            | Reti            | Comp               | Pres               | Reti               | Comp        | Pres        | Reti        | Pres   | Reti   |        |
| --------------- | --------------- | --------------- | ---------- | ---------- | --------------- | --------------- | --------------- | ------------------ | ------------------ | ------------------ | ----------- | ----------- | ----------- | ------ | ------ | ------ |
| 2017-2018       | Dnipro          | 2L              | 4          | 0          | CU              | 0               | 0               |                    | -                  | -                  |             | -           | -           | 4      | 0      |        |
| 2018-2019       | Dnipro-1        | 1L              | 8          | 0          | CU              | 2               | 0               |                    | -                  | -                  |             | -           | -           | 10     | 0      |        |
| 2019-2020       | Dnipro-1        | PL              | 14         | 0          | CU              | 1               | 0               |                    | -                  | -                  |             | -           | -           | 15     | 0      |        |
| 2020-2021       | Dnipro-1        | PL              | 11         | 0          | CU              | 1               | 1               |                    | -                  | -                  |             | -           | -           | 12     | 1      |        |
| Totale carriera | Totale carriera | Totale carriera | 37         | 0          |                 | 4               | 1               |                    | -                  | -                  |             | -           | -           | 41     | 1      |        |